# Кишкильдя
Кишкильдя — река в России, протекает в Зианчуринском районе республики Башкортостан. Длина реки составляет 14 км.
Начинается из родника на западном склоне хребта Дзяутюбе. Течёт в общем юго-западном направлении по долине с крутыми берегами мимо урочища Георгиевский. Устье реки находится в 12 км по левому берегу реки Куруил на территории деревни Кужанак.

## Данные водного реестра
По данным государственного водного реестра России относится к Уральскому бассейновому округу, водохозяйственный участок реки — Сакмара от истока до впадения реки Большой Ик. Речной бассейн реки — Урал (российская часть бассейна).
Код объекта в государственном водном реестре — 12010000512112200005515.